# Maria Nowak
Maria Nowak (Lviv, 27 maart 1935 – Parijs, 22 december 2022) was een Poolse-Frans econome met als specialisaties ontwikkelingseconomie (toegespitst op Afrika) en microkrediet.
Ze werd in Polen geboren, vluchtte in 1943 en vestigde zich in 1946 in Frankrijk. Ze studeerde economie in Parijs aan het Institut d'études politiques de Paris (1956) en aan de London School of Economics (1959). Daarna maakte ze een studiereis naar Guinee. In 1985 ontmoette ze Muhammad Yunus en in 1989 heeft ze het microkrediet in Frankrijk geïntroduceerd met de stichting van de Association pour le Droit à l’Initiative Économique (ADIE).  In 1991 werd ze gedetacheerd naar de Wereldbank waar ze actief was bij het verlenen van microkredieten in Centraal en Oost-Europa.  In 2003 was ze betrokken bij de oprichting van het European Microfinance network / Réseau Européen de la Microfinance.
In 2011 ontving ze een eredoctoraat van de Katholieke Universiteit Leuven.
- Bibliothèque nationale de France: cb124023849 (data)
- Gemeinsame Normdatei: 119302071
- International Standard Name Identifier: 0000 0001 0784 3068
- Library of Congress Control Number: n96014752
- Réseau des bibliothèques de Suisse occidentale: 02-A003646886
- Istituto Centrale per il Catalogo Unico: URBV258339
- Système universitaire de documentation: 033125910
- Virtual International Authority File: 79102757
- WorldCat: E39PBJmhVyhwP36qDvjKckK8G3